# Deinopis bucculenta
Espèce
Deinopis bucculenta est une espèce d'araignées aranéomorphes de la famille des Deinopidae.

## Distribution
Cette espèce est endémique du Venezuela.

## Publication originale
- Schenkel, 1953 : Bericht über einige Spinnentiere aus Venezuela. Verhandlungen der Naturforschenden Gesellschaft in Basel, vol. 64, p. 1-57.